# Cases Jeroni Rabassa
Les cases Jeroni Rabassa són un conjunt arquitectònic que ocupa tota l'illa entre el carrer de Ferran, la plaça de Sant Jaume, i els carrers d'en Micó (actualment plaça de Sant Miquel), del Pas de l'Ensenyança i de l'Ensenyança del barri Gòtic de Barcelona, catalogat com a bé amb elements d'interès (categoria C).

## Història
Jeroni Rabassa era un indià de Calella establert a Puerto Rico, on es va dedicar al préstec de fons i el comerç d'esclaus per a les plantacions de Ponce. Allà es va casar amb Teresa Milà de la Roca i Alfonso, filla única del també indià Josep Milà de la Roca i Soler, natural de Vilanova i la Geltrú, i la veneçolana Isabel Maria Alfonso. Teresa va morir el 1842, i degué ser aleshores quan s'instal·là a Barcelona, igual que ho havia fet el seu sogre uns anys abans.
El 1845, Rabassa i la seva sogra Isabel Maria van adquirir dos solars resultants dels enderrocaments per la perllongació del carrer de Ferran fins a la plaça de Sant Jaume, un de Maria Josepa de Pinós i de Copons, marquesa de Barberà, corresponent a l'antiga casa Descoll, i un altre més petit al costat, propietat del serraller Josep Surroca. El 1846, Rabassa va demanar permís per a construir-hi un edifici d'habitatges doble segons el projecte del mestre d'obres Antoni Valls i Galí.
A la seva mort el 1848, les seves dues filles menors Elvira i Isabel Rabassa i Milà de la Roca quedaren sota la tutela de la seva àvia materna. Elvira es va casar amb el comerciant Joaquim Villavecchia i Busquets, i Isabel ho va fer el 1856 amb Aleix Vidal-Quadras i Ramon, un indià de Santiago de Cuba, morint l'any següent, probablement en el part de la seva filla Teresa Vidas-Quadras i Rabassa. Després de la mort d'Isabel Maria Alfonso, el 1869 es va fer la partició de la herència comuna amb els difunts Josep Milà de la Roca i Jeroni Rabassa, corresponent-li a Elvira la casa del núm. 46, mentre que a Teresa li va correspondre la del núm. 44.
El 1859, el quincaller Llorenç Fradera i Valls va instal·lar el seu establiment als baixos del núm. 44, i el 1860, va demanar permís per a instal·lar-hi un aparador a la seva quincalleria A la Villa de Madrid segons el projecte del mestre d'obres Francesc Brosa.

## Descripció

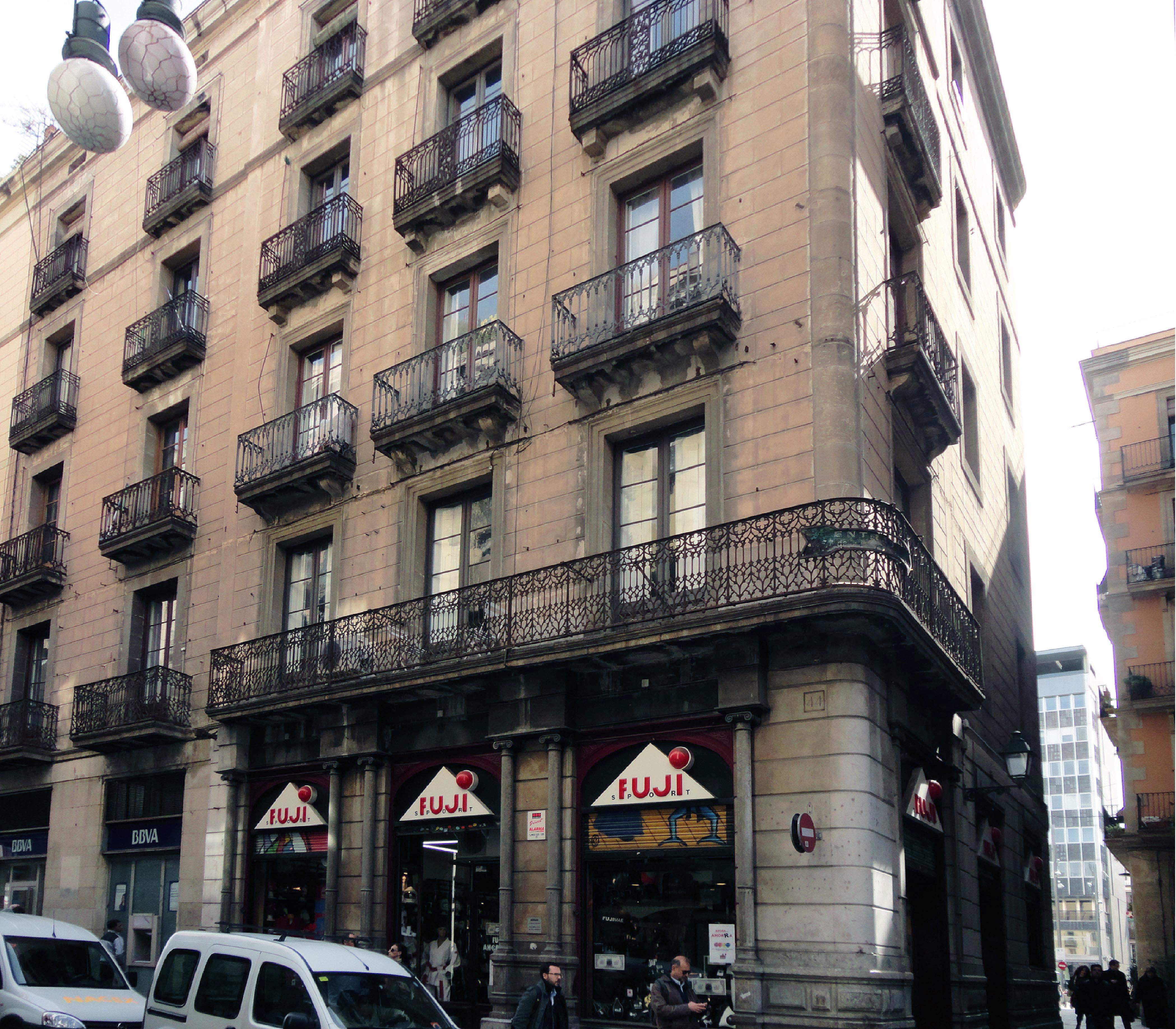
Façana del carrer de Ferran, 44

Es tracta d'un conjunt de dos edificis d'habitatges de planta baixa i quatre pisos, que ocupen una illa sencera de cases. Les façanes al carrer de Ferran i la plaça de Sant Jaume s'estructuren en eixos verticals de simetria, amb balcons de barana de ferro colat amb motius ornamentals i llosanes de pedra de Montjuïc recolzades sobre mènsules classicistes. Al principal, hi ha sengles balcons que ressegueixen les cantonades, mentre que les altres façanes alternen fileres dobles de finestres i senzilles de balcons.
El parament és d'estuc amb especejament horitzontal, llevat del sòcol de la planta baixa, emmarcaments, cantoneres de pedra i imposta que marca el nivell de l'últim forjat. L'edifici es corona amb una barana recolzada sobre mènsules.
L'establiment que ocupa la cantonada dels baixos del núm. 44 té les obertures emmarcades per columnes jòniques amb sòcol i entaulament.